# 大使閣下の料理人
『大使閣下の料理人』（たいしかっかのりょうりにん）は、西村満が著した、自身の日本大使公邸料理人としての体験をもとにしたエッセイ。近代文藝社刊。
漫画『大使閣下の料理人』は、原作：西村ミツル（西村満の筆名）、作画：かわすみひろしによる作品。『モーニング』（講談社）にて、1998年から2006年にかけて連載された。単行本全25巻、文庫版全13巻。累計発行部数は2014年11月時点で190万部を突破している。平成14年度第6回文化庁メディア芸術祭マンガ部門の優秀賞受賞作品。

## あらすじ
主人公・大沢公は大量の料理をつくる組織の歯車であることに疑問を抱き、「気持ちを届けられる料理」を目指して名門ホテル料理人を辞め、ハノイの在越日本大使の公邸料理人に応募した。高級食材は簡単には手に入りにくいベトナムで、倉木特命全権大使とともに政府高官や各国大使たちとの食卓外交、またベトナムの市場の人たちとの交流を繰り広げる。4年近く におよぶベトナムでの生活の後、倉木大使とともに帰国。14巻 からは無任所大使となった倉木の直属料理人として国際政治の舞台で腕を振るう。
現実の外交・政治の時事ニュース等をストーリーと関わらせ、またタレーランなどの食卓外交、各料理の起源やお客の個人的な想い出のエピソードが話の広がりを膨らませている。

### 作品中に登場した主な時事ニュース
- 田中真紀子外相による外務省改革・騒動（Order.137 - 142、作品中では「角田由紀子」）
- アルベルト・フジモリ元ペルー大統領の日本亡命 （Order.159 - 160、作品中では［Ｐ国」の 「アルベルト・モリシタ」）
- ジャン＝マリー・ルペンのフランス大統領選本選進出（Order.169 - 175、作品中では「ブラン」）
- 北朝鮮核問題（Order.185 - 194、作品中では「N国」）
- 2003年パリサミット(Order.211 - 221)
- 李登輝前台湾総統の来日問題（Order.229 - 234、作品中では「張昇龍」）
- 2004年アメリカ合衆国大統領選挙（Order.247 - 252、民主党候補ジョン・ケリーが「ケーシー」として登場）
- ロシア外交のノンキャリエキスパート：佐藤外交官の失脚（Order.289 - 293、作品中では「伊藤健治」）

## 登場人物

### 大沢家とその周りの人々
大沢公（おおさわ こう）
主人公。初登場時28歳。倉木大使付の公邸料理人（専門はフランス料理）。温厚な性格で怒ることはほとんどないが、憤懣やるかたない時には厨房を徹底的に掃除することで気を静めている。母親を早くに亡くしており、母の残した手作りの梅干を大切に食べている。家族からは「料理バカ」と評されるほど、専門以外の食材や調理法にも関心が高く、それが元でトラブルに巻き込まれることも珍しくない。
高級素材に頼らず、素材同士のマリアージュ（絶妙に調和した状態）により美味しさを引き出す発想が特徴。フランスでの修行経験がないにも関わらず、国粋主義のフランス人たちからもその技量に一目置かれるほどの腕の持ち主である。
公邸勤務となってからは外交上の思惑を料理に乗せることの意味や、客を持成すにあたっての情報収集の大切さ、大使館関係者として地域に溶け込み、食材の流通を把握することの重要性、そして大使との信頼関係など、それまでになかった諸問題に悩まされ、時に失敗を経験しながら倉木から全幅の信頼を寄せられる料理人に成長する。
都内の「NKホテル」（外観は「ホテルニューオータニ」に似ている）のレストランに勤務していたが、そこでは客と料理人との距離があり過ぎて気持ちが伝わる料理を提供できないと感じ、ホテルを辞めてハノイの日本大使公邸料理人に応募した。専門はフランス料理だが、ホテル勤務時代に半年ほど製菓部に出向していたため、洋菓子作りも得意であり、またその経験が物語のスタートを切ることになった。公邸勤めとなってからは、設宴のため和食、ベトナム料理、アフリカ料理、中華料理など様々な国の料理で研鑽を積んでいる。
ベトナム編終盤で、倉木が自分を採用した最大の理由がロンドンの「カールトン・ホテル」の「パーキン」のレシピを知っていたからだと聞かされてショックを受けるが、葛藤を乗り越え、倉木との更なる信頼関係を築いた。最終章では、ホテルが大使館の設宴をバックアップするという提携企画を立ち上げ、倉木大使の了承を得て退職。NKホテルのチーフとなった。「大使閣下の料理人」を弟子の青柳愛に引き継がせるが、その際に「パーキン」の件を引き合いに出し、「自分も最初はその程度の料理人に過ぎなかった、裏を返せば誰でも志を持てばみんな僕のようになれるということです」と愛を励ました。
続編『グ・ラ・メ! -大宰相の料理人-』にもサブキャラクターとして登場している。
大沢ひとみ（おおさわ ひとみ）
公の妻。ベトナム編では長女かおりとともに東京の家で2人暮らし。「NKホテル」で催事場のセッティングを務めていた時に 公たちと出会う。公の職場の先輩相田と婚約していたが、仲違いにより冷めかかっていたところを公が口説き落とし、迷った末公を選んだ過去がある。妊娠により止む無く仕事を辞め、専業主婦となった。酒豪。
大沢巧（おおさわ たくみ）
公の父。浅草にある食堂「うさぎ亭」のオーナー。頑固親爺だが孫のかおりには甘く、彼女とのツーショット（後には匠を加えたスリーショット）を携帯の待ち受けにしているほど。仕事に没頭し家族をおろそかにしがちな息子を、度々叱りつけている。「うさぎ亭」を開く前は、ホテルの洋食調理部に勤務していた。その際に中華の調理場にも顔を出し、香港出身のシェフに教わったため、中華料理の技法にも詳しく、葉兄弟との対決では公に湯（スープ）の力を借りるようアドバイスを送った。
大沢かおり（おおさわ かおり）
公・ひとみ夫妻の長女。ツインテールの小学生で、母や祖父の手伝いの中で料理を学んでいる。独自料理を考えるなど、才能の片鱗を見せている。学校では「家庭科の鬼」とも呼ばれている。最終話では中学生となっている。
大沢匠（おおさわ たくみ）
「一姫二太郎」計画を抱き続けていた公・ひとみ夫妻にとって待望の長男（単行本23巻で誕生）。名前は『職人』としての意味と、音の『たくみ』を祖父の名の『巧』と同じにしたことによる（巧は「味平」と名付けしようとしていた）。
忠（ちゅう）
「うさぎ亭」に勤務する料理人（沖縄出身）。客一人一人の癖や体調などを読み取って、料理を提供するタイミングを計ったり、食べ易い料理を考る才能の持ち主。巧の右腕として大いに活躍し、巧からは度々独立を勧められていたが、あくまで裏方に徹していた。
過去には某レストランのシェフとして働いていたが、国務大臣の健康を気遣い、彼の偏食を治そうとしたことが裏目に出て、激しい叱責を受けたために自信を喪失、以来自分は表に出る器ではないと考えるようになっていた。しかしロック国家主席が偶然「うさぎ亭」を訪れた際に公を助け、ロックから料理人に取組む姿勢と技量を絶賛されたことで自信を取り戻す。その後、巧から暖簾分けを受ける形で「こ卯さぎ亭」を開業した。亡妻との間に娘の理絵（りえ）がいるが、彼とそりが合わず家出し、バリ島で現地人と結婚した（単行本17-18巻で親娘は和解した）。

### 主な料理人
上村信蔵（かみむら しんぞう）
「NKホテル」の総料理長で周囲からは「鬼瓦」と呼ばれている。パリで研鑽を積み、オーギュスト・エスコフィエの後継者にも学んだ古典フレンチのシェフ。「本物のフレンチシェフが作った料理なら、たとえ卵をご飯にぶっかけたものでもフランス料理になる」と語る一方で「安い素材は安っぽい料理にしかならない」と考えている。
未熟ながらも全身全霊でぶつかってくる公を実の息子のように可愛がっており、常に公が戻って来ることを待ち望んでいる。修業時代の公は理想を追求する彼の姿勢を誤解されて反発していたが、後には心から敬愛する師匠として慕われるようになっていた。
単行本4巻で来日したベトナムのロック国家主席をもてなした際、残った料理は当然廃棄すると答えたため痛烈な皮肉を言われた。そのことを恨み、彼を「味覚音痴だ」と言い放った。「質素な素材でも最高の料理になり得る」と反論する公に対しロック主席歓迎レセプションでの料理勝負を持ち掛けた（客には秘密）。贅を凝らしたフランス料理「オマール海老のテリーヌ」で臨んだが、公が作ったタイのイサーン料理「ソムタム（未熟果の青いパパイヤを主材料に使うサラダ）」に完敗した。しかし料理勝負のことを知らないロックは、「ソムタム」を作ったのが上村だと思い、「私は間違っていた。あなたは素晴らしい料理人だ」と褒めた。
相田（あいだ）
公のNKホテル時代の先輩でフレンチの料理人。マイアミでスカウトされて在越米国大使公邸料理人となる。頑固な性格とがさつな物言いで無意識に相手を傷つけてしまう癖があり、そのためひとみを公に奪われ、ベトナムでは互いを認めつつあったマリーとも破局の危機に陥った。後に倉木と公・ひとみ夫妻の助力で気持ちを率直に伝え、マリーとの結婚に漕ぎつけた。アンダーソン大使の帰国を契機に渡仏、マルセイユに料理店「Aida」を開店し、妻と二人でミシュランの３つ星を目指す。
マリー
在越フランス大使の公邸料理人。フランス３つ星レストラン出身。プライドが高く負けず嫌い。グエン外相を招いた日仏マレンゴ勝負では、客を喜ばせることに専念した公とは対照的に勝利することを優先した挙句、ルール違反の材料使用を倉木に看破されて敗北した。その後も公と競う場があったが、結局一度も勝てなかった。相田とは当初犬猿の仲だったが、デュマ大使の在米大使転任をきっかけに相田の思いを受け入れ結婚、共にマルセイユに渡り、娘ジネディーヌを産んだ。オリジナル料理がマルセイユ市民に受け入れられず、家族を理由に目の前の壁から逃避しようとした相田を叱咤激励するなど、内助の功を発揮する。
葉兄弟（よう）
兄弟の料理人。双子であるため息の合った料理の技量を発揮するが、性格は共に傲慢で日本料理を見下している。日中乾貨（ガンファ）対決では素材にハノイの市場で入手した椎茸を選んだ公に対し、楊大使が本国から取寄せた最上級の「海虎翅」（イタチザメのヒレ）で臨んだ。それだけでも形勢は圧倒的に有利だったが、ダメ押しすべく化学調味料使用したため、予めそれを見越して酒に「キュヴェ・ドン・ペリニヨン」（シャンパン）を選んだ倉木大使の計略に嵌り墓穴を掘った。公邸料理人を辞し帰国するも、一流処の店からは一切相手にされず、更に何者か悪い噂を流したため料理人の仕事から完全に干されてしまう。かつての後輩の宋に拾われ「釣魚台」に復帰するが、それは復讐が目的で、彼女に奴隷のように酷使、虐待される。最終話では釣魚台の料理長「大師傳」（ダーシーフ）になっていた。
宋（そう）
女性厨師で釣魚台の「大師傳」。専門は料理実技ではなく理論。16歳で釣魚台に入ったが、先輩の葉兄弟から女であるため馬鹿にされ、虐待を受けた。次期国家主席と目された謝副主席の随伴要員として来日した（単行本14巻）際公と出会い関心を持つ。謝が「酒池肉林」の宴席を希望したため、倉木邸での内密の設宴を担当し、そこで圧倒的な技量差を誇示して公を支配下に入れようと目論む。しかし、かつて周恩来が作った特製の紅焼肉（家庭料理）の味を倉木の舌の記憶に基づいて公が忠実に再現し、それを食べた謝が感極まって号泣したため、敗北感に打ちひしがれた。一族の強要により謝の愛人になり、陰で「女ラスプーチン」と呼ばれたが、謝が失脚した後は関係を解消した。
ミン・ズン
ミン・ホアの弟。姉の口利きで在越アメリカ大使公邸に勤務。相田の下で修行を積み、紆余曲折の末後継者となる。
ピエール
マリーがフランス大使公邸を去った後、後任の公邸料理人として赴任。昔付日本人女性と付き合っていたので、日本語が堪能。古典フランス料理に飽き足らずベトナムにやって来た。勉強熱心で、彼の料理ノートは「ピエール・メモ」と呼ばれている。
ガブリエル・ジャケ
エリゼ宮殿（大統領官邸）の料理長でMOF受章者。設宴を通じて公に対し一目置くようになり、公をシェフサミットに招待したが、その際はなぜか姓がブーケに変わっていた。

### 日本外務省とその関係者
倉木和也（くらき かずや）
外交官。初登場時は在越日本国全権大使（58歳）。T大（東京大学を指していると思われる。以降同じ）卒。外務省ではチャイナスクールに属するが、その中で唯一人中国に媚びない異色の存在。
1970年代に日中国交正常化の交渉を担当していたが、ニクソン・ショックにより更迭される。出世のための閨閥入りはせず恋愛結婚したため出世街道から外れたが、彼をよく知る人々からはその能力を惜しまれていた。ベトナム赴任後は公邸料理人大沢公を懐刀としてタレーランばりの「食卓外交」を繰り広げ、大いに国益に貢献した。駐越大使を最後に辞官するつもりだったが、外交面の強化を図る平泉首相の懇願で国家情報担当大使（無任所）に就任。物語の終盤には、念願であった在中国大使に任命された。
ベトナム編終盤では、新たに共産党書記長（最高指導者）に就任したノン・ドク・マンを招いての晩餐会でデザートに「パーキン」を提供し、日越関係の進展に寄与した。公との信頼関係について「パーキンに感謝したいくらいの気持ち」、「外交も人間関係も時間をかけて育てあげるからこそ」のものであると語り、公を新たな道へと送り出した。
名前や設定は元ベトナム大使の鈴木勝也、小倉和夫などから。
倉木洋子（くらき ようこ）
倉木大使の一人娘。一般の看護婦から外交官夫人となった母が、他家の夫人たちから存在を軽んじられて奴隷のごとく扱われ、結果としてロンドンで過労死してしまったと感じ、父親を恨んでいた。しかし大使夫人の代理として接宴に出席したことをきっかけに、母が父の戦友として、自ら命がけで外交に挑んでいたことや、母の真心が尽くした相手に通じており、感謝されていたことなどを知ってわだかまりが解け、父と和解する。
大学卒業後はキャリアになる実力を持ちながらも、あえて外務省専門職員を受験、恋人と離別してもベトナム語のスペシャリストとなる道を選択した。愛や江口を姉・兄と呼び、慕っている。
ミン・ホア
在越日本国大使公邸に勤務するベトナム人料理補助（ベトナム編においてのヒロイン的存在）。初登場時28歳。 容姿端麗で民族衣装アオザイが良く似合う。離婚した夫との間に一人娘ランがいる。訪日経験は一度もないが日本語が日本人並に達者で、日本文化や明治以降の文学にも造詣が深い。日本語以外の他国語も堪能で北京語も話せるため、大使館になくてはならない存在。日本食も食べるが、納豆とイナゴだけは拒絶反応を示す。
物語冒頭でベトナムの食材事情に失望する公を「お茶漬けナショナリスト」（三島由紀夫の造語）と批判し、日本の物差しでベトナムを測らないよう諭した。公に恋心を抱くが、彼が一向に反応しないため悲しむ。日本人観光客達に公と夫婦と間違われた際には嬉々として喜んだ。
古田誠一（ふるた せいいち）
在越日本国大使館員。ノンキャリ（三等書記官）だが仕事熱心で、大のベトナム好き。『前菜』時26歳。離婚後のホアを支え親密な関係になったが、性格の不一致や公の登場で距離を置かれる。その後、同名のホアと付き合ったが、彼女が芸能界デビューしたため、こちらとも別れた。気の強いお姉さまタイプが好み。
幸山秀明（こうやま ひであき）
在越大日本国大使館員。キャリア外交官で、帰国後は本省の北米一課に配属される。父は倉木大使と同期の幸山国連大使。武藤駐米大使の娘との見合いを断り、ベトナム水上人形劇の役者であるティンと結婚する。
藤田（ふじた）
単行本3巻に登場する在越日本公使で、あだ名はイタチ。フレンチスクール（親仏派）。上司の倉木大使を快く思っておらず（右腕の公も同様）、彼の留守中は独裁者として振舞う。日仏マレンゴ勝負以来公を憎むデュマ大使に迎合して彼を屈服させようとするも失敗した。アフリカのQ国を「非重要国」と決めつけ、同国大使を招く設宴では料理と酒をCランクにするよう公に命令した。しかし、間もなく同国へ大使として栄転が決まるや、急遽Aランクへの変更を命じるなど朝令暮改が目立つ。
早乙女エツコ（さおとめ えつこ）
登場時は、ベトナム公使（藤田公使の後任）。亡父はコウモリの研究で著名な大学教授（在越Q国大使ユッスーンはかつて彼の助手だった）。語学研修生としてフランスのパリ大学に留学していた経験を持つ。デュマの後任レヴィ大使とは留学時代の学友。テニスは県大会6位の腕前。倉木の離任時に大使に昇格。ホアを徹底して嫌うが、彼女の有能さは高く評価しており、公の帰国で大使館員を辞めようとする彼女を引き留めた。その後、ポルトガル大使に転任。
小俣
在香港日本国総領事。T大卒。チャイナスクールの先輩である倉木を尊敬するが、彼とは違って食卓外交には否定的。外交とは「ベシャリとハッタリ（会話術）」を持論とし、公邸料理人が外交に関わることを嫌う。政略結婚のため、妻には頭が上がらず、裏で”マリー・アントワネット”と呼ぶほどの贅沢をさせている。同時に彼女の外交能力を認めてもおり、最良のパートナーだと思っている。別名、ベシャリーヌ小俣（23巻）。
青柳愛（あおやぎ あい）
T大法学部卒。幼少時をアメリカで過ごす。外国語会話に天才的な能力を持ち、日常会話程度ならば10ヶ国語以上をネイティヴスピーカー同様に流暢に話す（日本語の口調はボキャ貧で古田誠一に似ている）。業界大手の音羽証券に就職するが、能力の限界を感じて5日後に退社し、バックパッカーとして世界中を放浪する。「アジア・ジャーナル」の記事を読んで公に憧れ、彼に会うためハノイの日本国大使館を尋ねたが、既に帰国した後だった。公の自宅（国立市）をアポなしで訪問し、弟子入りを志願した。倉木からも熱意を認められて公の料理助手となるが、その時点で料理人の経験はなく、公の要求通りの調理法をどうしても成功させられず、床にへたり込み涙ぐんでしまう場面もあった。しかし地道に努力を重ね、やがては倉木も安心して設宴を任せるほどに腕を上げていく。21巻途中では一本立ちを遂げて香港総領事公邸料理人となるが、その際にも重い中華包丁を扱いやすいよう、ダンベルで腕力を鍛えるなどしている。最終話では公の後を引き継ぎ、倉木の懐刀として在中日本国大使公邸料理人となる。
公に師弟関係を超えた感情を抱くようになったが自重していた。仕事のパートナーとなった大学同期の江口悟と互いに惹かれ合うようになり、婚約する。
江口悟（えぐち さとる）
国家情報担当大使となった倉木の補佐官に任命された外務事務官。T大卒。父親も外交官だったが、あくまで自分の意志として外交官の道を選んだことを誇りとしており、世襲と見られることを嫌っている。
欧州生活が長く洋食ばかりの食生活経験したため、その反動で初登場時には大の洋食嫌いだった（公たちの尽力で徐々にその傾向は改善されていった）。また、外交における料理の重要性を認めず、「設宴におけるメインは会話であり、料理は脇役に過ぎない」と述べた。
T大法学部時代にはお調子者の面が強く、ひそかに憧れていた同期の青柳愛からは手厳しい評価を受けていた。補佐官となってからもスタンドプレーで外交の危機を招く事態を起こしてしまったが、周囲のフォローもあり人間としての成長を遂げることとなる。
その後は愛への恋心を再燃させ、また彼女の才能も見込んで結婚相手として望むようになる。19巻では金田外務大臣に気に入られ、彼の娘すみれとの政略結婚を持ちかけられるが「たとえ最果てに飛ばされても」との覚悟で婚約拒否をした。
北島萌（きたじま もえ）
愛の中学時代の友人で板前。細身で一見可愛らしい女性だが、性格は男勝りでスカートは絶対穿かない。料亭「たかくら」に勤めていたが、誤解から高倉健似の親方を殴って失業した。「寅さん」シリーズのファンで、登場当初は口調などをよく真似ていた。当初は日本人なのにフレンチ職人となった公を嫌悪した（洋食嫌いというわけではない）が、仕事を通じ次第に信頼関係を築く。香港総領事公邸料理人となった愛の後を引き継ぎ倉木の下で働くが、公の助手ではなく、対等な同僚だと自認している。
「たかくら」での先輩辰見との再会がきっかけで親方に謝罪し、関係を修復。日本酒と西洋料理とのマリアージュについ貴重なアドバイスをもらう。
作品の最終話ではまたも愛の後任として香港総領事公邸料理人となった。公邸執事の陳小龍（通称ブルース）によると「小俣総領事となぜか意気投合」している。

### ベトナム政府とその周りの人々
ロック
ベトナム社会主義共和国の国家主席（作中では大統領と呼ばれているが、ベトナムに大統領というポストはない）。ホー・チ・ミンの最後の弟子とされ、身分を隠して市民に直接触れ合ったホーのスタイルを踏襲している。ベトコン時代に日本語を習い、流暢に話す。すっぽんが好物。日本の統治下だった第二次世界大戦末期の飢饉で妹が餓死したため、極度の日本嫌いだった。「気持ちが伝わる料理」が信条の公を気に入る。ベトナム編途中で引退した。
アイン
ハノイ旧市街の市場に出没するストリートチルドレン。買い物中の公から5千ドン（当時約50円）札を奪って逃げた。毎日市場の掃除をして店から食料などをもらって暮らしていたが、後にロックの屋敷に庇護され、他のストリートチルドレン達と共同生活を送りながら教育を受ける。実母はビエン交通運輸大臣夫人で元歌手のミー・チャン。
グエン
ベトナム外務大臣。ゲアン省ヴィン出身。日仏マレンゴ勝負における公の料理に感激し、以後彼と倉木を助けている。
ノン・ドク・マン
ベトナム編末期にベトナム共産党書記長（実質上の国家元首）に就任した。倉木大使が大沢公を採用したのは、彼がいずれベトナム政界のトップに就くことを見越した上で、その際の交渉の切り札に使えると期待したからだった。モデルはノン・ドゥック・マイン。

### 各国の首脳・外交官（ベトナム政府を除く）

#### 日本国
平泉（ひらいずみ）首相
日本の内閣総理大臣で、自愛党総裁。美味しいものには目が無いが、勤務中の食事はカレーライスを掻き込みながらペットボトルの天然水を飲む。時々、突拍子も無いことを考える。20巻では米大統領選候補ケーシー上院議員との設宴の料理人を直接、公に依頼した。性格はざっくばらんで庶民受けする派手なパフォーマンスを演じる。モデルは小泉純一郎。

#### フランス共和国
ジラフ大統領
フランス大統領。食通でプライドが高く、アメリカ大統領、イギリス首相が着任したばかりの頃の設宴では、この2人を極上のワインでもてなすには、まだふさわしくないと判断した。イラク戦争後の戦後処理で窮地に追い込まれたパリサミットでは、日本を当て馬に利用しようとした策謀家でもある。モデルはジャック・シラク。
デュマ
在ベトナム仏大使、物語中盤で在米大使に転任。その後、パリサミット]を最後の仕事として引退。食通であり、「フランス料理はフランス人にしか作れない」が信条だが、設宴の場で度々見せつけられた公の実力に感嘆し、彼を本物のフランス料理人と認める。

#### アメリカ合衆国
トマス・アンダーソン
在越アメリカ大使。1995年の越米国交正常化後初のアメリカ大使とされている。ベトナム戦争時アメリカ軍のF-4艦上戦闘機の搭乗員として沖縄から出撃し、北ベトナムを空爆中に撃墜さた。6年半に渡り捕虜として監獄生活を送ったためヌクマムの味が苦手。ハノイでの拷問を恐れて自殺を図ろうとした際、ベトナム人女性トゥーイがそれを見咎め、好物のハンバーガーを作って励ましてくれたことで彼女に好意を抱き、帰国した後も独身を通していた。在越大使として赴任後、かつてトゥーイが作ってくれたハンバーガー（実はヌクマムが使われていた）の味の記憶を頼りに彼女と再会し、結婚した。
沖縄の米軍基地にいた当時、親しい同僚パイロットのジミー・バードとともに玉城めぐみ（メグ）と出会う。彼女が経営する料理店「KITCHEN FLORIDA」の常連客となり、二人でメグがタコスライスを考案する手助けをした。
後にアメリカ民主党が政権を降りたことにより離任し、フロリダ州知事を目指す。私人としてサッカークラブ、ハノイFCのコーチをしており、コーチをしている時は普段の温厚で理知的なイメージからは想像できないほどエキサイトする。
ブッチ大統領
アメリカ合衆国大統領。現実のアメリカが暴走気味なのに対して、イラク戦争で険悪な仲となったフランスにわずかながらも歩み寄る姿勢を見せる。平泉首相とはツーカーの仲のような素振りを見せる。モデルはジョージ・W・ブッシュ。

#### 中華人民共和国
楊（やん）
在越中国大使（単行本2巻）。元紅衛兵で妻小麗（しゅうらい）を巡って倉木と深い因縁があり、そのため赴任地として倉木が在越大使であるベトナムを希望した。日中乾貨勝負に嬉々として臨んだが、自慢の料理人葉兄弟の敗北（原因はうま味調味料の使用）で苦汁を舐めた。
呉惠元（ご けいげん）
初登場時（単行本14巻）は副首相で、後に国家主席となる。周恩来を師と仰ぐ。モデルは胡錦濤。
謝（謝）
国家副主席（単行本14巻）。葉兄弟の後輩宋を愛人としたが、彼女に陰で操られているような節が見られる。次期主席と目されていたが、外遊中に国内で「見えない政変」が起きて解任された。宴会（酒池肉林）好き。
楊（やん）
前国家主席。引退後も政界に強い影響力を持つ。孫の美姿（メイチー）が「主厨長」（総料理長）として登場する。モデルは江沢民。

#### タイ
ボンハーン
タイ王国首相。平成米騒動以来日本人を嫌っている。
サリット
タイ王国副首相。次期国連事務総長選候補。日本が自分を支持するよう倉木に迫る。

## テレビドラマ
新春ドラマスペシャル『大使閣下の料理人』として、フジテレビで2015年1月3日21:00 - 23:30に放送。主演は櫻井翔。脚本はいずみ吉紘、演出は佐藤祐市が担当。本作の視聴率は11.8%だった（ビデオリサーチ調べ、関東地区）

### キャスト
- 大沢公 - 櫻井翔（幼少期：大西利空[11]）
- 大沢ひとみ - 広末涼子[12]
- レイ・ティー・蘭 - 剛力彩芽[13]
- 古田誠一 - 大倉孝二[12]
- 江口悟 - 加藤シゲアキ（NEWS）[12]
- 村上信蔵 - 竹中直人[12]
- 倉木和也 - 西田敏行[12]
- 倉木三奈子 - 大谷直子
- 藤田康晴 - 梶原善
- 幸山秀明 - 中村靖日
- 佐竹光博 - 佐戸井けん太
- 立花正春 - 山田明郷
- マン・ドク・マン - 山中敦史
- マリー - ホラン千秋
- 謎のベトナム人 - 箕輪はるか
- 恩田功一 - 矢柴俊博
- 前園辰也 - 猪野学
- 大沢かおり - 志村美空[14]
- アイン - 久家心[15]
- 声の出演 - 磯部勉、野田圭一、佐藤正治、こおろぎさとみ、岩本淳、伊藤利尋
- その他 - 小倉一郎、唐木ちえみ、牧原俊幸　ほか

### スタッフ
- 演出 - 佐藤祐市
- 脚本 - いずみ吉紘
- 音楽 - 得田真裕
- ベトナムロケ協力 - ベトナム外務省プレスセンター
- 取材協力 - 公益社団法人ベトナム協会
- 給仕指導 - 森上久生
- フードコーディネーター - 住川啓子
- 編成企画 - 若松央樹、狩野雄太
- プロデュース - 高丸雅隆
- 製作 - フジテレビ
- 製作著作 - 共同テレビ